# 乌德勒
乌德勒是德国莱茵兰-普法尔茨州的一个市镇。总面积6.30平方公里，总人口281人，其中男性135人，女性146人（2011年12月31日），人口密度45人/平方公里。